# 胡安·佩雷达
胡安·佩雷达·阿斯冯（西班牙語：Juan Pereda Asbún；1931年6月17日—2012年11月25日），巴勒斯坦人，曾担任玻利维亚内政部长、空军司令。1978年，发动军事政变推翻乌戈·班塞尔，但任总统，同年11月被陆军司令戴维·帕迪利亚发动政变推翻。2010年被指控私藏毒品并犯有淫亵行为，遭到调查。